# Urmet (Unternehmen)
Die URMET S.p.A ist eine italienische Firmengruppe, die Haustechnik entwickelt und vertreibt. Das inhabergeführte Unternehmen sitzt in Turin und setzt jährlich 470 Mio. € um. Insgesamt arbeiten über 2500 Leute bei Urmet.

## Produkte
Zum Urmet Portfolio gehören Türsprechanlagen, Einbruchmeldeanlagen, Brandmeldeanlagen, Überwachungstechnik, Heizungssteuerung, Toröffnungsanlagen, Fenster- und Rollladentechnik, Schalterprogramm und Hotelmanagementsysteme.

## Urmet in Italien
URMET wurde 1937 in Turin gegründet. Zu Beginn wurden Telefonanlagen und Materialien für die Telekommunikation wiederverwertet. Später begann URMET Telefone und Türsprechanlagen zu produzieren und zu vermarkten. Der Gettone Telefonico (spezielle Telefonmünze für die Münzfernsprecher) wurde von URMET erfunden. 

## Urmet in Österreich
Die URMET Dialog wurde 1948 als „ELGE Erzeugung elektrischer Meßgeräte GmbH“ gegründet. Zu den Meilensteinen gehört die erste Transistorsprechanlage in Mitteleuropa im Jahr 1957. 1991 wurde das Unternehmen von URMET übernommen. Der Sitz ist Wien.

## Grothe in Deutschland
Die Grothe GmbH wurde 1892 in Köln gegründet. Seit 1998 sitzt das Unternehmen in Hennef und gehört seit 2001 zu Urmet. Neben dem Standardsortiment (Gongs, Transformatoren, Klingeln etc.) gehören Sprechanlagen, Videoüberwachung und Alarmanlagen zum Portfolio. Bei Grothe arbeiten ungefähr 70 Mitarbeiter.